# Регионы МСЭ

Регионы МСЭ.
Регион 1
Регион 2
Регион 3

Регионы МСЭ — введённое Международным союзом электросвязи разделение мира на 3 региона, в каждом из которых действует собственные правила управления радиочастотами, определяющие национальное распределение частот в каждой отдельной стране.

## Регионы
- В регион 1 входят Европа, Африка, бывший Советский Союз, Монголия и Ближний Восток к западу от Персидского залива, включая Ирак . Западная граница определяется «линией B».
- Регион 2 охватывает Америку, включая Гренландию, и некоторые восточные острова Тихого океана. Восточная граница определяется «линией B».
- Регион 3 включает большую часть не относящейся к бывшему СССР Азии к востоку от Ирана, включая большую часть Океании.

«Линия B» проходит от Северного полюса по меридиану 10° к западу от Гринвича до его пересечения с параллелью 72° северной широты; отсюда по дуге большого круга до пересечения меридиана 50° з. д. и 40° с. ш.; отсюда по дуге большого круга до пересечения с меридианом 20° з. д. и параллелью 10° южной широты; оттуда по меридиану 20° з. д. до Южного полюса.